# Calyptra hoenei
Calyptra hoenei är en fjärilsart som beskrevs av Emilio Berio 1956. Calyptra hoenei ingår i släktet Calyptra och familjen nattflyn. Inga underarter finns listade i Catalogue of Life.